# Erich Mähne
Erich Mähne (* 1934) ist ein ehemaliger deutscher Radsportler und DDR-Meister im Radsport.

## Sportliche Laufbahn
Mähne war ursprünglich Spezialist für Kurzstreckenrennen im Bahnradsport, startete aber auch in anderen Disziplinen. Mähne startete für die BSG Rotation Leipzig-Ost (später SC Rotation Leipzig). In der Jugendklasse war er 1951 Sachsen-Meister auf der Bahn im Sprint und in der Einerverfolgung. Er wurde DDR-Meister im Tandemrennen mit seinem Partner Horst Pötsch. Den Meistertitel konnte er mit Klaus Freund 1958 und 1959 abermals gewinnen. In dieser Disziplin wurde er mit Hans Zimoch 1956 Zweiter und 1955 Dritter, 1957 abermals Dritter mit Klaus Freund. Erich Mähne wurde 1958 DDR-Meister in der Mannschaftsverfolgung mit seinen Teamkameraden Egon Adler, Göhle und Schröder. Vize-Meister konnte er mit seiner Mannschaft 1953 und 1955 werden, 1956 und 1957 belegte er mit seiner Mannschaft den 3. Platz der Meisterschaft. Auch im Zweier-Mannschaftsfahren konnte Mähne den Meistertitel gewinnen, dies gelang 1953 mit Günter Fleck. Von den traditionsreichen Bahnrennen in der Werner-Seelenbinder-Halle in Berlin konnte er 1957 die 1001-Runde (die in jenem Jahr zweimal ausgetragen wurden) mit Gustav-Adolf Schur und Georg Stoltze gewinnen.